# 相田慎一
相田 慎一（あいだ しんいち、1946年10月2日 - ）は、日本の経済学者。経済学博士（大阪市立大学・論文博士・1994年）。専修大学名誉教授。
専門は、マルクス経済学・経済史。特に、カール・カウツキーを研究。

## 略歴
神奈川県厚木市生まれ。
1965年早稲田大学高等学院卒業。1969年早稲田大学第一政治経済学部経済学科卒業。1978年大阪市立大学大学院経済学研究科博士課程満期退学。

その後、大阪市立大学経済学部助手、桃山学院大学経済学部非常勤講師、龍谷大学経済学部非常勤講師、福知山女子高等学校社会科教諭、大阪薬業専門学校兼任講師等を経て、1986年専修大学北海道短期大学経済科助教授。1994年同経済科教授。1994年「カウツキー研究 民族と分権」で大阪市立大学より経済学博士。
2006年専修大学北海道短期大学商経社会総合学科教授。2012年4月専修大学北海道短期大学廃校に伴い、専修大学経済学部教授。
2017年3月専修大学定年退任。

## 著書
- 『カウツキー研究 民族と分権』昭和堂 1993
- 『経済原論入門』ナカニシヤ出版 1999
- 『言語としての民族 カウツキーと民族問題』御茶の水書房 2002
- 『ゲゼル研究 シルビオ・ゲゼルと自然的経済秩序』ぱる出版 2014

共編著
- 『ポスト・マルクス研究 多様な対案の探究』黒滝正昭,太田仁樹共編著　ぱる出版 2009

### 翻訳
- カール・カウツキー『マルクスの経済学説 『資本論』入門』丘書房 1999
- オットー バウアー『民族問題と社会民主主義』丸山敬一,太田仁樹, 倉田稔,上条勇共訳 御茶ノ水書房、2001
- カウツキー, レンナー, ゲゼル『『資本論』の読み方』ぱる出版 2006
- シルビオ・ゲゼル『自由地と自由貨幣による自然的経済秩序』ぱる出版 2007

## 論文
- 相田慎一